# Chimcomplex
Chimcomplex Borzești este o companie producătoare de produse chimice din România.
Este deținută în proporție de 87,77 % de CRC Alchemy Holding B.V. (fosta A2 Impex SRL) cu sediul în Amsterdam, fiind o societate din grupul SCR (Serviciile Comerciale Române), controlat de omul de afaceri Ștefan Vuza.
Titlurile companiei se tranzacționează la categoria de bază a pieței Rasdaq, secțiunea XMBS, sub simbolul CHOB.
În anul 2018 Chimcomplex a achiziționat 5 grupe de active Oltchim, devenind astfel cel mai mare combinat chimic din România.

## Istoric
Construcția Combinatului Chimic Borzești a fost începută în anul 1954, în 1959 intrat în funcțiune prima instalație, fabrica de oxigen, care asigura oxigenul necesar lucrărilor de construcții de pe platforma industrială și de pe șantierele din orașul Onești. Ulterior s-au realizat instalațiile de detoxan și monoclorobenzen, după care în 1960 au fost puse în funcțiune uzina de sodă caustică cu instalațiile: electroliză cu diafragmă, clor lichid, acid clorhidric, evaporare-topire și instalațiile pentru fabricarea clorurii de var și a hexacloranului.
Clorul rezultat din procesul de electroliză (alături de hidroxidul de sodiu) a stat la baza proiectării unui ansamblu de          instalații consumatoare, care au îmbogățit gama sortimentală oferită utilizatorilor industriali din țară și străinătate. Astfel, între anii 1960–1970, au început să funcționeze instalațiile producătoare de clorură de metilen, PVC emulsie și suspensie, perclorvinil, tricloroetilenă, acid monocloracetic, erbicide pe bază de acid 2,4-D, acetilenă.
Primul director al combinatului Chimic Borzești a fost Costache Sava. O parte din personalul Combinatului Chimic Borzești a fost pregătit la Uzina Chimică Turda (pusă în funcțiune în 1913 și reconstruită după distrugerile din cel de-al Doilea Război Mondial în 1946) care avea un profil de producție asemănător.
Anii următori au completat structura principalelor două fluxuri tehnologice: fluxul produselor clorosodice și derivate și fluxul produselor organice de sinteză în cadrul căreia s-a evidențiat linia acetilenă–policlorură de vinil, construită între 1960-1963 cu instalațiile: acetilenă, monomer (clorură de vinil), policlorură de vinil emulsie, policlorură de vinil suspensie. Acetilena se obținea dintr-un amestec de gaz metan cu propan, prin procedeul de cracare în arc electric, elaborat de Aurel Ionescu (1902-1954) în cadrul filialei din Cluj a Institutului de fizică al Academiei R.P.R. și institutele de specialitate ale ministerului. Utilajul tehnologic a fost fabricat de către întreprinderi industriale din țară, iar redresoarele de curent și aparatura electrică au fost livrate de compania Brown Boveri⁠(en)[traduceți] din Elveția, materia rezultată fiind utilizată la fabricarea policlorurii de vinil.
Instalațiile pentru producția monomerului și polimerului emulsie au fost livrate de către URSS iar instalațiile pentru polimer suspensie de compania Krupp din Republica Federală Germania.
În 1964 a fost pusă în funcțiune o instalație de electroliză care folosește procedeul cu catod de mercur, după un proiect al firmei italiene De Nora. Prin acest procedeu rezultă direct leșie de sodă caustică de înaltă puritate, cu o concentrație de 50%, care se livrează ca atare consumatorilor. În total au fost puse în funcțiune încă trei complexe de electroliză: două bazate pe tehnologia cu diafragmă și unul pe tehnologia cu catod de mercur.
În februarie 1971 a intrat în funcțiune instalația alchilamine, care produce: mono, di și trimetilamină, mono, di și trietilamină și izopropilamină. Instalația a fost construită după un proiect canadian.
în 1974, Poșta Română a emis un set de întreguri poștale, care reprezintă mari obiective industriale. Două din cărțile poștale au imaginea și legenda: - Borzești – Uzina Chimică din G.I.P. Borzești - Borzești – Combinatul Chimic.
În dimineața zilei de 18 martie 1981 a avut loc un grav accident la instalația Policlorură de Vinil Suspensie, din cadrul Combinatului Petrochimic Borzești, datorită exploziei unei acumulări de clorură de vinil. În urma exploziei și-au pierdut viața trei oameni și mai mulți au fost răniți.
S-au inclus treptat alte produse clorosodice, cloruri anorganice, solvenți organici, mase plastice, alchimine, produse de sinteză organică, pesticide și gaze tehnice.
Între anii 1970–1980 s-au asimilat în profilul de fabricație noi produse: parafine clorurate, alchilamine, N-metilpirolidonă, iar în anii 1980–1990 s-a început producția de liniar-alchilbenzen, captan, clorură de amoniu, izobutenă sulfurizată.
În anul 1990 combinatului s-a separat ca unitate distinctă din Platforma Petrochimică Borzești iar în 1991 s-a transformat în societate comercială sub denumirea de Chimcomplex S.A.
Între noiembrie 1994 – noiembrie 1996 a avut loc retehnologizarea producției de sodă caustică și produse clorosodice. Pe calea unei investiții de 70 de milioane de dolari s-a construit, în colaborare cu firma KRUPP UHDE din Germania, complexul „SODA M”, cu tehnologia electrolizei cu membrană schimbătoare de ioni.
Pe data de 9 iunie 2003 s-a realizat contractului de privatizare al societății, totodată intrând în grupul SCR.
În august 2008, compania avea o capitalizare de 110,9 milioane lei (31,4 milioane euro).
În anul 2018 Chimcomplex S.A. a achiziționat 5 grupe de active Oltchim, astfel devenind cel mai mare combinat chimic din România.
Număr de angajați:
- 2012: 656 [12]
- 2006: 1.000 [13]
- 2002: 1.661 [12]

Cifra de afaceri în primele nouă luni din 2008: 131,7 milioane lei (36,2 milioane euro)